# Qoşakənd
Qoşakənd è un comune dell'Azerbaigian situato nel distretto di İsmayıllı. Conta una popolazione di 624 abitanti e comprende anche il villaggio di Kənzə.